# جریت‌یایلاسی (دینار)
جریت‌یایلاسی (به ترکی استانبولی: Cerityaylası) یک منطقهٔ مسکونی در ترکیه است که در دینار (شهر) واقع شده‌است.